# Squamidium heterophyllum
Squamidium heterophyllum là một loài Rêu trong họ Meteoriaceae. Loài này được (Ångström) Broth. ex Paris miêu tả khoa học đầu tiên năm 1909.